# Saint-Clément, Allier

Saint-Clément este o comună în departamentul Allier din centrul Franței. În 1 ianuarie 2022 avea o populație de 284 de locuitori.